# Ficus carolae
Ficus carolae är en snäckart som beskrevs av Clench 1945. Ficus carolae ingår i släktet Ficus och familjen Ficidae. Inga underarter finns listade i Catalogue of Life.